# Vittore Benzon
Vittore Benzon (detto anche Benzone, Benzoni; Venezia, 11 dicembre 1779 – Venezia, 3 giugno 1822) è stato un poeta e attore teatrale italiano.

## Biografia
Poteva vantare illustri origini sia da parte paterna che materna, in quanto figlio del conte Pietro Benzoni e di Marina Querini. La madre era la biondina in gondoleta che ispirò la celebre canzone di Anton Maria Lamberti ed era notissima in città come donna bellissima e libertina, nonché animatrice di un salotto letterario in concorrenza con quelli di Isabella Teotochi Albrizzi e Giustina Renier Michiel.
La vicinanza agli ambienti culturali gli permise di dare prova delle sue capacità precocemente: esordì pubblicando tre sonetti nell'Annopoetico (una pubblicazione annuale di poesie di autori contemporanei) del 1798, e altri due nell'edizione del 1799. La sua produzione letteraria rimase però molto limitata a causa della salute cagionevole e dei suoi coinvolgimenti nella vita mondana che gli impedirono di sviluppare appieno le sue doti.
Si dedicò per un periodo alla recitazione ed ebbe successo sia nel teatro in italiano che in lingua francese.
Nel 1810 il padre riuscì a collocarlo presso il Consiglio di Stato del Regno d'Italia come assistente. Trasferitosi dunque a Milano, strinse amicizia con numerose personalità del mondo letterario, fra cui Ugo Foscolo e Vincenzo Monti. Quest'ultimo lo spronò nella sua attività poetica e infatti, dopo aver pubblicato qualche componimento sul Poligrafo, tornò a Venezia dove, nel 1812, editò un'Epistola a Ippolito Pindemonte dove si accenna anche a una certa malinconia, chiaro richiamo al romanticismo inglese. Altri sonetti comparvero nel Poligrafo e in opuscoli tra il  1813 e il 1820. Tentò inoltre una traduzione di Tibullo e la stesura di un dramma storico, ma non riuscì a completare nessuna delle due opere.
Nel 1816 ebbe modo di conoscere Byron, ospite presso la madre. Quattro anni dopo pubblicava il poemetto Nella, ispirato al Childe Harold, riguardante la gloria e la decadenza di Venezia viste con gli occhi di un nobile esiliato. L'opera appare molto elegante ed espressiva, ma risulta in molti punti eccessiva, con l'utilizzo di una sterile erudizione e di un linguaggio così forbito da risultare poco chiaro. Invero i contemporanei, primo fra tutti il Monti, ne furono entusiasti.